# Alfred von Reumont (Historiker)

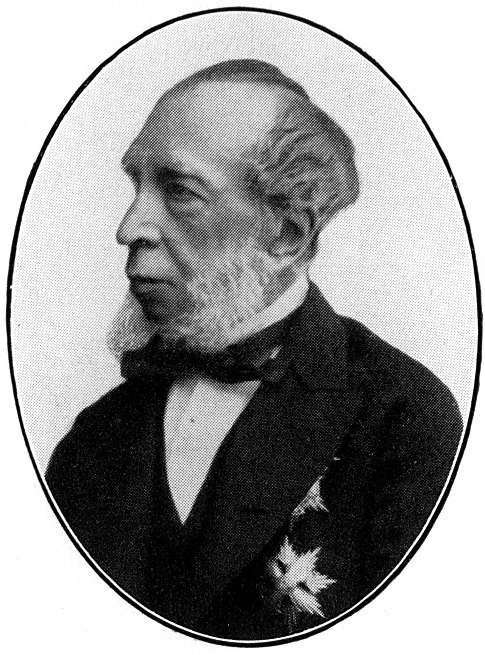
Alfred von Reumont

Alfred von Reumont (* 15. August 1808 in Aachen; † 27. April 1887 in Burtscheid) war ein deutscher Staatsmann und Historiker.

## Leben
Reumont entstammte einer ursprünglich in Lüttich ansässigen, römisch-katholischen Familie. Nach seinem Abitur am Gymnasium nahm er – entgegen seiner Neigung, aber entsprechend dem Wunsch seines Vaters Gerhard Reumont – die Studien der Medizin in Bonn und Heidelberg auf. Dieses Studium gab er nach dem Tod des Vaters auf. Nach einer kurzen Zeit als Hauslehrer in Florenz war Reumont seit 1830 bereits Privatsekretär des preußischen Gesandten in Florenz Friedrich von Martens. Diesem folgte er 1832 nach Konstantinopel. Außerdem war er bereits mit zahlreichen Arbeiten zur Geschichte der Stadt Aachen an die Öffentlichkeit getreten. Im Jahre 1833 wurde er jedoch kumulativ zum Doktor der Philosophie in Erlangen promoviert. Später war er Diplomat am Auswärtigen Amt in Berlin (1835–1836), als Sekretär der Gesandtschaft in Florenz und in Rom (1836–43) und als Sekretär im Auswärtigen Amt (1843–1847) tätig, wo er zudem als Privatsekretär des Königs Friedrich Wilhelm IV. diente. Das Vertrauen seines Königs in Reumont führte dazu, dass er ihn schließlich 1846 in den Adelsstand erhob. Seine zahlreichen diplomatischen Missionen ermöglichten ihm ein eingehendes Bild von Italien zu gewinnen. Weitere diplomatische Missionen in preußischen Diensten führten ihn neben Rom nach Florenz als preußischer Geschäftsträger mit Zuständigkeit für Parma und Modena ab 1851 und als zuständiger Geschäftsträger in Florenz und fünf Jahre später als Ministerresident am Großherzoglichen Hof. 1852 wurde er Mitglied der Accademia della Crusca.  Die revolutionären Ereignisse in Italien setzten einen Schlussstrich unter seine Tätigkeit im diplomatischen Dienst in Italien. Auch in Preußen fand er keine Verwendung mehr im Staatsdienst. Da mag auch seine katholische Konfession ein gewisses Hindernis gewesen sein.
Ab den 1850er Jahren widmete er sich nahezu ausschließlich seinen literarischen Studien, die ihn auch in zahlreiche Bibliotheken und Archive führten. Diese begannen zuerst in Rom, gefolgt von seiner Geburtsstadt Aachen, von 1868 an in Bonn, wo er mit dem Studium begonnen hatte, um schließlich nach Aachen 1878 zurückzukehren. 1853 wurde er korrespondierendes Mitglied der Bayerischen Akademie der Wissenschaften, 1858 auswärtiges Mitglied. Die Königlich Preußische Akademie der Wissenschaften zu Berlin hatte ihn 1854 als Korrespondierendes Mitglied und die Académie royale des Sciences, des Lettres et des Beaux-Arts de Belgique 1856 als assoziiertes Mitglied aufgenommen.
Trotz schwerer gesundheitlicher Beschwerden behielt er, mittlerweile 1855 zum Kammerherrn befördert, immer sein wissenschaftliches Arbeiten bei. Seine bedeutendsten Arbeiten sind die seit 1860 entstandenen. Außerdem pflegte er einen lebhaften persönlichen und brieflichen Verkehr mit angesehenen Historikerkollegen und politischen Persönlichkeiten in Deutschland und Italien. Unter den Korrespondenten befanden sich Persönlichkeiten wie sein ehemaliger Kollege Hermann von Thile, mit dem ihn innigste Freundschaft verband, Marchese Gino Capponi, der berühmte italienische Literaturhistoriker, Leopold von Ranke, der bedeutendste deutsche Historiker, den er 1830 angegriffen hatte und welcher auf seine Geschichtsschreibung schließlich doch von bestimmender Bedeutung wurde, und einige Mitglieder des preußischen Königshauses, insbesondere Königin Elisabeth und Kaiser Wilhelm I. Seine vielfältige Korrespondenz gipfelte schließlich auch in einer Sammlung unter dem Titel Römische Briefe von einem Florentiner. Darin ist nicht nur von zeitgenössischer Politik und privaten Angelegenheiten im engeren Sinne die Rede, sondern auch von Eindrücken der italienischen Landschaften, der Architektur und Kunst usw.

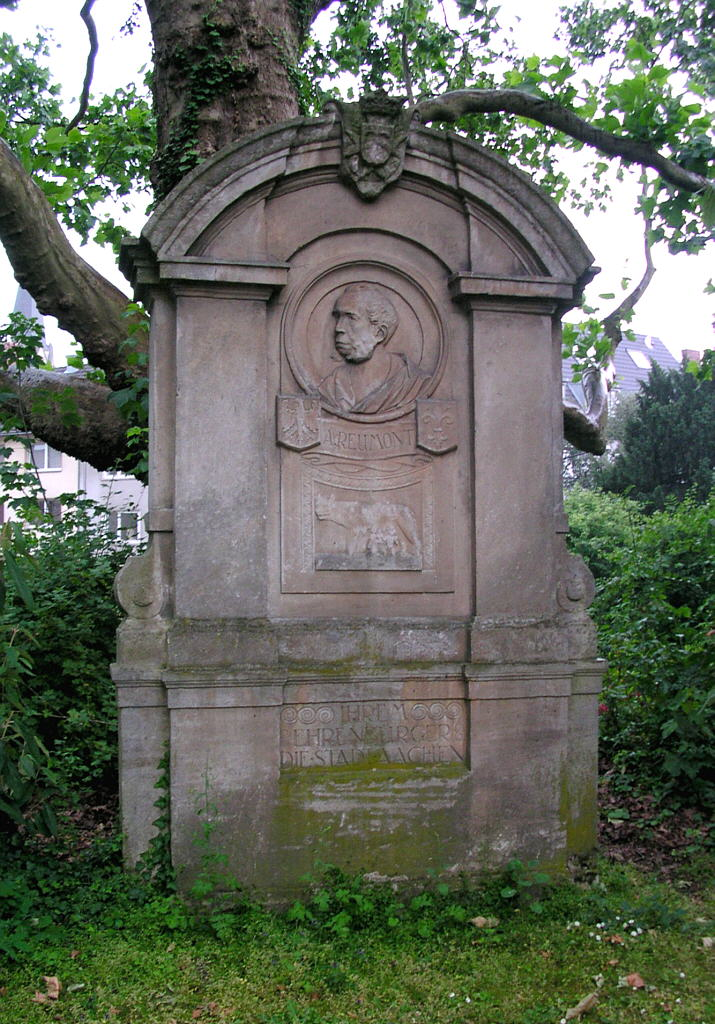
Reumontdenkmal von Bildhauer Franz Linden neben dem Ponttor in Aachen

Darüber hinaus zählte Alfred von Reumont im Jahre 1879 zu den Gründungsmitgliedern des Aachener Geschichtsvereins und war auch bis 1886 dessen erster Vorsitzender, nachdem er ein Jahr zuvor zum Wirklichen Rat befördert wurde. Seine umfangreiche Werk- und Literatursammlung, darunter seine Dante-Sammlung, vermachte Reumont nach seinem Tod der Stadtbibliothek Aachen. Diese wiederum zählt zu den wertvollsten Beständen dieser Bibliothek. Im Jahre 1883 wurde Reumont zum Ehrenbürger von Aachen ernannt. Außerdem erhielt er die Ehrenbürgerwürde der italienischen Städte Rom und Florenz. Ferner wurden später eine Straße und später eine Schule in Aachen nach ihm benannt.
Im Zusammenhang mit dem Streit um die Echtheit der Chronik des Dino Compagni tauschte er sich in den 1870er und 1880er Jahren mit dem führenden Historiker Karl Hegel aus.
Alfred von Reumont fand seine letzte Ruhestätte auf dem Aachener Ostfriedhof.

## Werk
Reumont war ein äußerst produktiver Autor, der hauptsächlich Literaturgeschichte trieb. Sein Anliegen dabei war es, die Kommunikation zu den deutschen Lesern zu suchen und ein tieferes Verständnis für die italienische Kunst und Geschichte zu fördern. Auf diese Weise wollte er eine geistige Verbindung zwischen Deutschland und Italien vorbereiten. In gewisser Weise hatte er so einen nicht geringen Anteil an der deutschen Wahrnehmung Italiens während des Risorgimentos. Reumonts Werke über Italien in der Renaissance gelten neben denen von Ludwig von Pastor, Georg Voigt, Jacob Burckhardt und Ferdinand Gregorovius als die bedeutendsten der deutschen Geschichtswissenschaft des 19. Jahrhunderts. Sie zählen im Wesentlichen auch heute noch zur Standardliteratur. Das gilt besonders für seine dreibändige Geschichte der Stadt Rom. Die Bedeutung seines Werkes wurde zu keiner Zeit wirklich in Frage gestellt, auch nicht von den Zeitgenossen. Einige Bücher, darunter die Biographie zu Lorenzo de’ Medici, wurden in andere Sprachen übersetzt.
Im Unterschied zu Voigt und zum Teil auch Burckhardt umfasst sein Œuvre die gesamte Zeit der Renaissance. Die Stadt Rom schilderte er ähnlich wie Gregorovius von ihren Anfängen an bis in das Ende des 16. Jahrhunderts hinein. Die Arbeiten zur Stadt Rom dürften nicht nur die umfangreichsten, sondern auch die bedeutendsten von Reumont für die italienische Renaissance sein. Seine Beschreibungen sind nicht nur für die Literaturgeschichte interessant, sondern wie etwa beim Maler Andrea del Sarto auch für die Kunstgeschichte und Epigraphik. Ebenso wie Ranke, Voigt und Gregorovius konnte Reumont den Fundus des Geheimen Vatikanischen Archives hierfür nicht oder nur wenig nutzen. Das wurde erst im Jahre 1883 durch päpstlichen Erlass von Papst Leo XIII. allgemein möglich. Zuvor konnten wohl nur Johannes Voigt und Ludwig von Pastor umfassender diese Bestände nutzen.
Auch in der Reformationsgeschichtsforschung wurde sein Werk geschätzt. Dies betrifft die vorreformatorische Zeit, die Zeit während und nach den Zügen Karls V. nach Rom 1519 und auch den Sacco di Roma, die Plünderung Roms im Jahre 1527. In kaum einer Reformationsgeschichte größeren Umfangs fehlen Verweise auf sein Werk, wenn es um politische Vorgänge in Rom selbst geht. Auch seine Biographie über Lorenzo de’ Medici wurde seinerzeit gern zitiert.
Reumont war ab den 1840er Jahren für die renommierte Augsburger Allgemeine Zeitung tätig. Das im Deutschen Literaturarchiv in Marbach am Neckar erhaltene Redaktionsexemplar der Zeitung sowie das Honorarbuch der Zeitung listet an die 1500 Artikel auf. Er schrieb zu politischen Themen wie zu allen Bereichen der italienischen Kultur.

## Schriften (Auswahl)
- Andrea Del Sarto. Brockhaus, Leipzig 1835.
- Reiseschilderungen und Umrisse aus südlichen Gegenden (= Reisen und Länderbeschreibungen der älteren und neuesten Zeit. Band 5, ZDB-ID 1026888-1). Cotta, Stuttgart u. a. 1835.
- Rheinlands Sagen, Geschichten und Legenden. Ludwig Kohnen, Köln/Aachen 1837 (Digitalisat in der Google-Buchsuche).
- Ruins of the Rhine, their times and traditions. Edited by Charles White. Kohnen, Aix-La Chapelle u. a. 1838 (Digitalisat der Universitäts- und Landesbibliothek Düsseldorf).
- Sagas légendes des bords du Rhin. Orné de 8 gravures sur acier. Kohnen, Aix-La Chapelle u. a. 1838 (Digitalisat der Universitäts- und Landesbibliothek Düsseldorf).
- als Herausgeber: Italia. 2 Bände. Duncker, Berlin 1838–1840, ZDB-ID 525272-6.
- (Neue) Römische Briefe von einem Florentiner 1837–1838. 4 Bände. Brockhaus, Leipzig 1840–1844 (Band 3–4 auch unter dem Titel: Neue Römische Briefe von einem Florentiner. Theil 1–2).
- Die Carafa von Maddaloni. Neapel unter spanischer Herrschaft. 2 Bände. Decker, Berlin 1851.
- Beiträge zur italienischen Geschichte. 6 Bände. Decker, Berlin 1853–1857.
- Geschichte der Stadt Rom. 3 Bände (in 4). Decker, Berlin 1867–1870.
  - Band 1: Von der Gründung der Stadt bis zum Ende des Westreichs. 1867.
  - Band 2: Von der Herrschaft der germanischen Völker bis zum Ende des großen Schismas. 1867 (Digitalisat in der Google-Buchsuche).
  - Band 3: Von der Rückverlegung des Heiligen Stuhls bis zur Gegenwart. Abteilung 1: Die Restauration. 1868.
  - Band 3: Von der Rückverlegung des Heiligen Stuhls bis zur Gegenwart. Abteilung 2: Das moderne Rom. 1870.
- Lorenzo de’ Medici il Magnifico. 2 Bände. Duncker & Humblot, Leipzig 1874 (2., vielfach veränderte Auflage 1883).
- Kleine historische Schriften. Perthes, Gotha 1882 (Digitalisat)
- Frauenschicksale in der Renaissance. 2 Bände. Wolfgang Jess, Dresden o. J.